# Cupressus dupreziana
Cupressus dupreziana (Кипарис сахарський) — вид хвойних рослин родини кипарисових.

## Поширення, екологія
Цьому виду батьківщиною є західна частина Північної Африки: Алжир (C. dupreziana var dupreziana) і Марокко (C. dupreziana var. atlantica). Висотний діапазон: 900—2220 м. У Алжирі дерева ростуть на вершинах гір або на дні долин і ущелин, де опадів за оцінками 30 мм на рік. У Марокко росте в помірному напівпосушливому середземноморському кліматі з періодами посухи і снігу. Всі поселення ростуть на крутих односторонніх гірських схилах. Основа ґрунту сланцева або з кристалічних гранітів й іноді росте на вапняних ґрунтах, які нестабільні і постійно зриваються. Супутні деревні породи включають: Juniperus phoenicea і Tetraclinis articulata з чагарниками Lavandula dentata var. dentata, Lavandula maroccana, Launaea arborescens і Waronia saharae.

## Морфологія
Однодомне, повільноросле дерево 16–20 м заввишки. Дерева C. dupreziana var dupreziana можуть бути більш 7 м в обхваті віком більше 2000 років. Молоді особини, вирощені в охоронних умовах є спершу густі й пізніше розвивають пряму центральну вісь. Кора червонувато-коричнева, з глибокими поздовжніми тріщинами. Гілки розходяться від стовбура під великими кутами, вигинаючись вгору. Листки протилежні, загострені, 1–1,5 мм завдовжки, тьмяно-зелені, злегка сизуваті. Листя дуже щільне. Рослини однодомні. Пилкові шишки жовті, видовжені, 6 × 3 мм. Жіночі шишки, фіолетові, яйцюваті, розвиваються в подовжені конуси 18–24 × 16–20 мм; сіро-коричневі, матові, з 12–19 лусками, що мають дуже невеликі, округлі вістрі. Насіння червонувато-коричневе, овальної форми, плоске, 4–5 × 5–6 мм, з широкими, тонкими крилами. Пилок сферичний, діаметр 38 мкм.

## Використання
У Марокко, історично, деревина була використана для виготовлення балок, щоб побудувати будинки і в будівництві великих воріт для під'їздів стін старих міст. Більш великі гілки дерев були використані, щоб зробити стільці і столи та інші меблі і менші гілки були зібрані протягом літа та збережені для зимового корму для місцевих стад берберських кіз і ослів. Сьогодні значна кількість насіння збирається щорічно для комерційного садівництва. В Алжирі деревина високо цінувалася для будівництва та столярних виробів і сьогодні використовується головним чином як паливо.

## Загрози та охорона
Основні загрози, які сприяли занепаду цього виду: вогонь, випас худоби, збір насіння, збір дров і туризм. Зміна клімату в даний час також робить негативний вплив на населення. Росте в деяких ПОТ, але охорона виду недостатня. Культивується в ботанічних садах і дендраріях в Європі і США.